# فرط جارات الدرق الثانوي
فرط جارات الدرق الثانوي، هي حالة تفرط فيها الغدد جارة الدرقية في إفرازها الهرموني استجابةً لنقص كالسيوم الدم، وهذا يؤدي إلى فرط تنسج تلك الغدد. يشاهد هذا الاضطراب لدى مرضى الداء الكلوي المزمن بشكل رئيسي. قد تختصره الأدبيات الطبية بالأحرف الإنجليزية SHPT.

## العلامات والأعراض
تشيع في هذا الاضطراب معاناة المريض من آلام العظام والمفاصل وتشوهات الأطراف. يملك ارتفاع الهرمون جار الدرقي تأثيرات متعددة على الدم والجهاز المناعي والجهاز العصبي.

## السبب
يعتبر مرض الكلى المزمن أشيع مسبب لفرط جارات الدرقية الثانوي. لا تحول الكلى القاصرة كميات كافية من فيتامين د إلى شكله الفعال. كذلك، لا تطرح الكلى القاصرة الفوسفات بالمقدار المطلوب. وبالتالي، ستتشكل مركبات فوسفات الكالسيوم غير القابلة للذوبان، وهذا سيقلل من مستوى الكالسيوم الفعال في الدم. تؤدي كلتا العمليتان إلى نقص كالسيوم الدم وبالتالي فرط جارات الدرق الثانوي. قد يحدث فرط جارات الدرق الثانوي نتيجة سوء الامتصاص الهضمي، وتعتبر الحالات التالية أمثلة على ذلك: التهاب البنكرياس المزمن وأمراض الأمعاء الدقيقة وجراحات علاج البدانة المعتمدة على سوء الامتصاص. ففي الأمراض آنفة الذكر، لا يحدث امتصاص لفيتامين د الذواب في الدسم، وهذا سيؤدي إلى نقص كالسيوم الدم، وبالتالي سيزداد إفراز هرمون جارات الدرق كمحاولة لرفع مستويات الكالسيوم في الدم. قد يحدث فرط جارات الدرق نتيجة عدم تناول كمية كافية من الكالسيوم أو نقص فيتامين د أو الإسهال الدهني.

## التشخيص
يرتفع هرمون جارات الدرق نتيجة انخفاض مستويات الكالسيوم أو 1- 25 ثنائي هيدروكسي فيتامين د 3. يشاهد ذلك عادة في مرض الكلى المزمن وفي حالات تشوه مستقبلات الكالسيوم على سطح الغدد جارة درقية.

## العلاج
يعالج فرط جارات الدرق الثانوي عند علاج السبب الكامن وراء نقص كالسيوم الدم. يتضمن علاج فرط جارات الدرق الثانوي الناجم عن مرض الكلى المزمن الأمور التالية: تحديد الوارد الغذائي من الفوسفور ووصف المكملات التي تحتوي على الشكل الفعال من فيتامين -كالكالسيتريول والدوكسيركالسيفيرول والباريكالسيتول مثلًا- وإعطاء المواد الرابطة للفوسفات الحاوية على الكالسيوم أو الخالية منه.
وافقت إدارة الغذاء والدواء مؤخرًا على تصنيع الكالسيفيديول مديد التحرر باعتباره علاج لفرط جارات الدرق الثانوي لدى البالغين المصابين بأمراض الكلى المزمنة في المرحلتين الثالثة والرابعة والذين يعانون من انخفاض مستويات فيتامين د في الدم (عندما يكون مستوى 25-هيدروكسي فيتامين د أقل من 30 نانوغرام/ مل). يساهم هذا الدواء في علاج فرط جارات الدرق الثانوي عبر زيادة مستوى فيتامين د وتقليل مستوى هرمون جارات الدرق. لا يعطى هذا الدواء للأشخاص المصابين بالمرحلة الخامسة من مرض الكلى المزمن أو الذين يخضعون لغسيل الكلى.
قد تستخدم مقلدات الكالسيوم في علاج المرضى الخاضعين لغسيل الكلى والذين يعانون من فرط جارات الدرق الثانوي. مع ذلك، يبدو أن العلاج بمقلدات الكالسيوم لا يؤثر على خطر الوفاة المبكرة. تقلل هذه المركبات من الحاجة إلى استئصال الدريقات، ولكنها تحمل بعض الآثار الجانبية كالتقيؤ وانخفاض مستويات كالسيوم الدم مثلًا.
يتحسن معظم الأشخاص المصابين بفرط جارات الدرق الثانوي الناجم عن مرض الكلى المزمن بعد زراعة الكلى. ومع ذلك، قد يعاني الكثير من المرضى من استمرار فرط جارات الدرق الثانوي (فرط جارات الدرق الثالثي) بعد الزرع، وقد يرتبط ذلك باضطرابات عظمية واختلاطات أخرى.

## الإنذار
إذا تُرك دون علاج، سيتطور المرض إلى فرط جارات الدرق الثالثي. لن يؤدي تصحيح السبب الأساسي عندها إلى إيقاف إفراز الهرمون جار الدرقي؛ أي سيصبح تضخم جارات الدرق أمر غير قابل للتراجع. على النقيض من فرط جارات الدرق الثانوي، يرتبط فرط نشاط جارات الدرق الثالثي بفرط كالسيوم الدم لا نقصه.